# Brandsville
La ville de Brandsville est située dans le comté de Howell, dans l’État du Missouri, aux États-Unis. Sa population s’élevait à 161 habitants lors du recensement de 2010, estimée à 160 habitants en 2016.

## Histoire
Brandsville a été établie en 1883 et nommée d’après Michael Brand, le propriétaire du site. Un bureau de poste du nom de Brandsville a ouvert en 1883.

## Démographie
| Groupe            | Brandsville | Missouri | États-Unis |
| ----------------- | ----------- | -------- | ---------- |
| Blancs            | 89,4        | 82,8     | 72,4       |
| Autres            | 8,7         | 14,8     | 23,8       |
| Métis             | 1,2         | 2,1      | 2,9        |
| Amérindiens       | 0,6         | 0,5      | 0,9        |
| Total             | 100         | 100      | 100        |
|                   |             |          |            |
| Latino-Américains | 12,4        | 3,6      | 16,4       |

Selon l'American Community Survey, pour la période 2011-2015, 100 % de la population âgée de plus de 5 ans déclare parler l'anglais à la maison.

## Source
- (en) Cet article est partiellement ou en totalité issu de l’article de Wikipédia en anglais intitulé « Brandsville, Missouri » (voir la liste des auteurs).

1. ↑  « Howell County Place Names, 1928–1945 (archived) » [archive du 24 juin 2016], The State Historical Society of Missouri (consulté le 10 octobre 2016).
2. ↑  « Post Offices » [archive du 10 avril 2015], Jim Forte Postal History (consulté le 8 octobre 2016).
3. ↑  (en) « Brandsville, MO Population - Census 2010 and 2000 », sur censusviewer.com.
4. ↑  (en) « Population of Missouri - Census 2010 and 2000 », sur censusviewer.com.
5. ↑  (en) « Language spoken at home by ability to speak English for the population 5 years and over », sur factfinder.census.gov (consulté le 20 mars 2017).